# ミロン (ホダコフスキ)

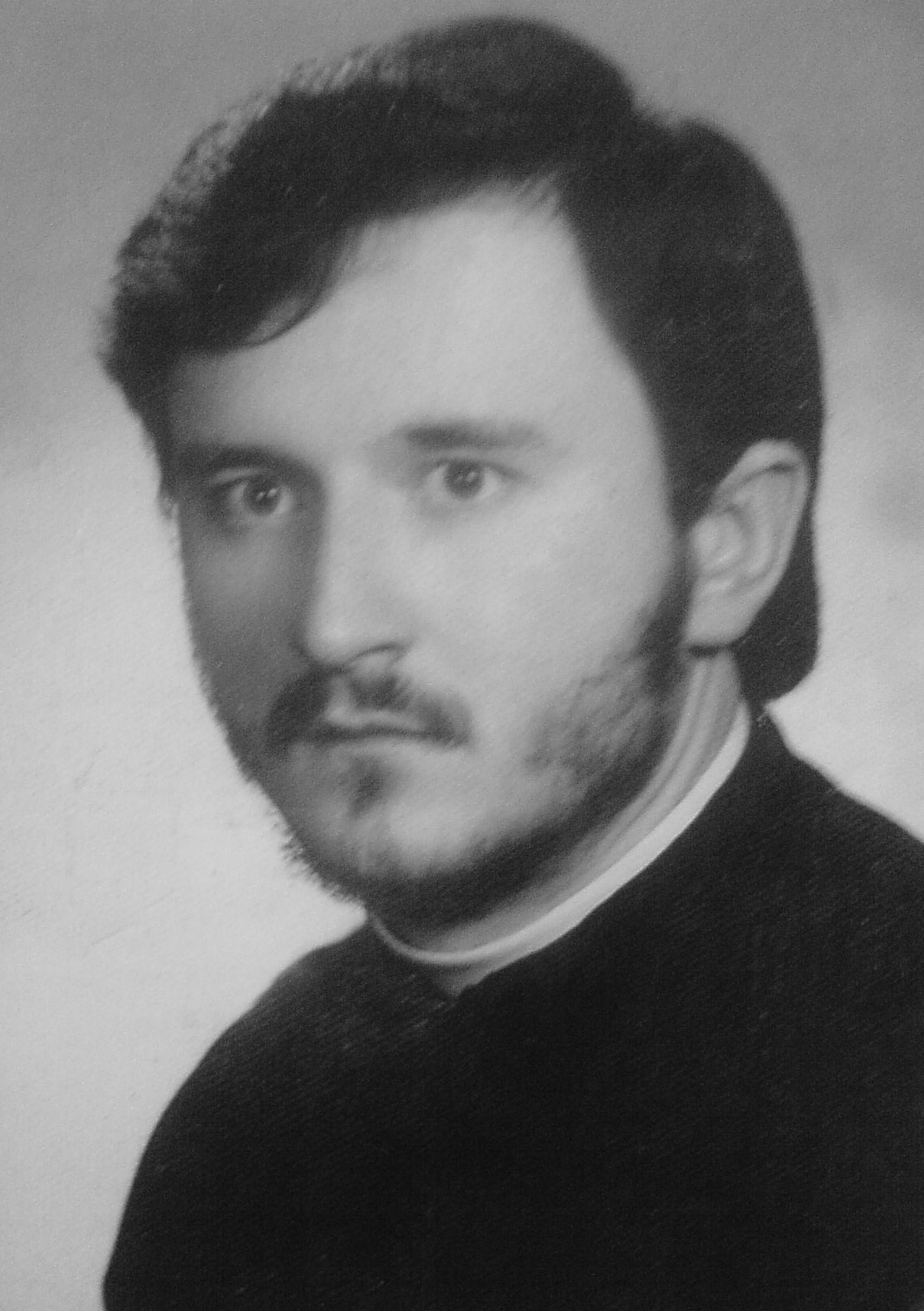
ミロン大主教

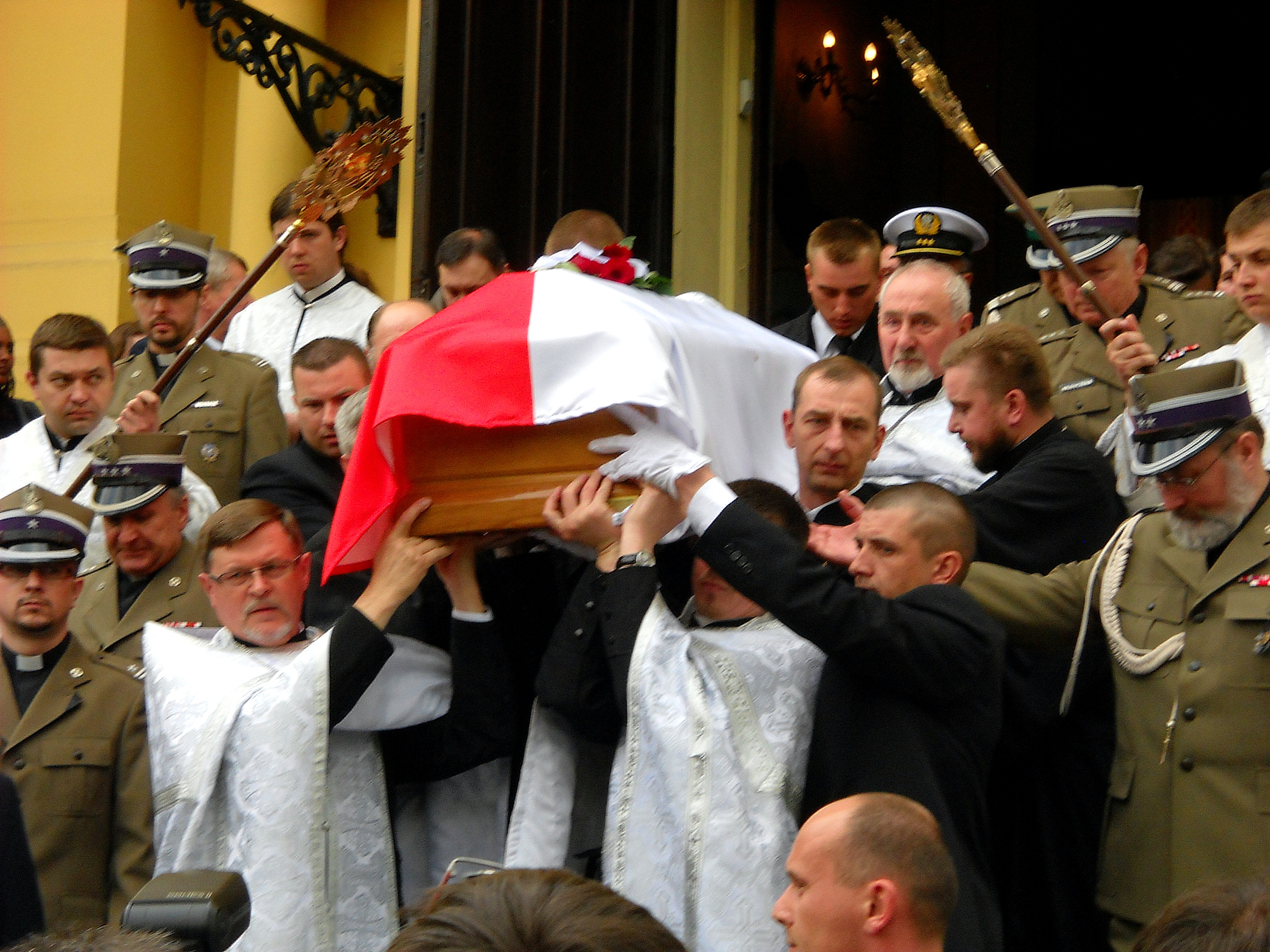
ミロン大主教の埋葬式終了後、聖堂からの出棺場面。神品 (正教会の聖職)・教衆は白い祭服を着用している。左右から掲げられているのはリピタ。

大主教ミロン（ポーランド語: Arcybiskup Miron, 俗名ミロスワフ・ホダコフスキ, ポーランド語: Mirosław Chodakowski、1957年10月21日 - 2010年4月10日）は、ポーランド正教会の大主教。
ホダコフスキはビャウィストク生まれ。スモレンスクで起きたポーランド空軍Tu-154墜落事故で永眠するまで、ポーランド正教会にあってポーランド陸軍における牧会を担当した。